# Squash na Igrzyskach Ameryki Południowej 2018
Squash na Igrzyskach Ameryki Południowej 2018 odbywał się w dniach 2–7 czerwca 2018 roku w Complejo de Squash w Cochabamba. Rywalizacja odbywała się w siedmiu konkurencjach zarówno indywidualnych, jak i drużynowych.

## Podsumowanie

### Klasyfikacja medalowa
| Klasyfikacja medalowa | Klasyfikacja medalowa | Klasyfikacja medalowa | Klasyfikacja medalowa | Klasyfikacja medalowa | Klasyfikacja medalowa |
| --------------------- | --------------------- | --------------------- | --------------------- | --------------------- | --------------------- |
| Miejsce               | Reprezentacja         | Złoto                 | Srebro                | Brąz                  | Razem                 |
| 1                     | Kolumbia              | 4                     | 2                     | 4                     | 10                    |
| 2                     | Peru                  | 3                     | 0                     | 0                     | 3                     |
| 3                     | Argentyna             | 0                     | 4                     | 2                     | 6                     |
| 4                     | Paragwaj              | 0                     | 1                     | 1                     | 2                     |
| 5                     | Chile                 | 0                     | 0                     | 4                     | 4                     |
| 6                     | Ekwador               | 0                     | 0                     | 3                     | 3                     |
| Razem                 | Razem                 | 7                     | 7                     | 14                    | 28                    |

### Medaliści
| Konkurencja    | 1. miejsce                                                                    | 2. miejsce                                                                           | 3. miejsce |           |
| Mężczyźni      | Mężczyźni                                                                     | Mężczyźni                                                                            | Mężczyźni | Mężczyźni |
| -------------- | ----------------------------------------------------------------------------- | ------------------------------------------------------------------------------------ | --- | --------- |
| Gra pojedyncza | Diego Elías                                                                   | Juan Camilo Vargas                                                                   | Juan Felipe Tovar Roberto Pezzota |           |
| Gra podwójna   | Peru · Alonso Escudero · Diego Elías                                          | Paragwaj · Carlos Caballero · Esteban Casarino                                       | Kolumbia · Edgar Ramírez · Juan Camilo Vargas · Ronald Palomino Argentyna · Francisco Obregón · Roberto Pezzota                                   |           |
| Drużynowo      | Peru · Alonso Escudero · Andrés Duanny · Diego Elías · Rafael Gálvez          | Argentyna · Federico Cioffi · Francisco Obregón · Leandro Romiglio · Roberto Pezzota | Kolumbia · Edgar Ramírez · Juan Camilo Vargas · Juan Felipe Tovar · Ronald Palomino Chile · Jaime Pinto · Maximiliano Camiruaga · Rafael Allendes |           |
| Kobiety        |                                                                               |                                                                                      | |           |
| Gra pojedyncza | Catalina Peláez                                                               | Laura Tovar                                                                          | María Paula Tovar Luján Palacios |           |
| Gra podwójna   | Kolumbia · Laura Tovar · María Paula Tovar                                    | Argentyna · Camila Grasso · Pilar Etchechoury                                        | Chile · Ana María Pinto · Giselle Delgado Ekwador · Andrea Soria · María Paula Moya                                                               |           |
| Drużynowo      | Kolumbia · Catalina Peláez · Laura Tovar · Lucía Bautista · María Paula Tovar | Argentyna · Camila Grasso · Lorena Pascuzzi · María Falcione · Pilar Etchechoury     | Chile · Ana María Pinto · Giselle Delgado · Sandra Pinto Ekwador · Andrea Soria · María Buenaño · María Paula Moya                                |           |
| Gra podwójna   | Kolumbia · Catalina Peláez · Ronald Palomino                                  | Argentyna · María Falcione · Federico Cioffi                                         | Chile · Sandra Pinto · Maximiliano Camiruaga Ekwador · María Buenaño · David Costales                                                             |           |